# Rally Caja Cantabria de 1995
El Rally Caja Cantabria de 1995, oficialmente 17.º Rally Caja Cantabria, fue la decimoséptima edición y la tercera cita de la temporada 1995 del Campeonato de España de Rally. Se celebró el 22 de abril y contó con un itinerario de trece tramos que sumaban un total de 218 km cronometrados.

## Itinerario
| Día   | Tramo | Nombre                | Distancia | Ganador       | Tiempo | Líder         |
| ----- | ----- | --------------------- | --------- | ------------- | ------ | ------------- |
| Día 1 | TC1   | San Antonio-Secadura  | 18.78 km  | Borja Moratal | 11:45  | Borja Moratal |
| Día 1 | TC2   | Carasa-Ampuero        | 16.13 km  | Borja Moratal | 9:42   | Borja Moratal |
| Día 1 | TC3   | Arredondo-Riotuerto   | 16.18 km  | Jesús Puras   | 9:55   | Borja Moratal |
| Día 1 | TC4   | San Antonio-Secadura  | 18.78 km  | Jesús Puras   | 11:32  | Borja Moratal |
| Día 1 | TC5   | Carasa-Ampuero        | 16.13 km  | Borja Moratal | 9:33   | Borja Moratal |
| Día 1 | TC6   | Arredondo-Riotuerto   | 16.18 km  | Jesús Puras   | 9:52   | Jesús Puras   |
| Día 1 | TC7   | San Antonio-Solórzano | 10.99 km  | Jesús Puras   | 6:37   | Jesús Puras   |
| Día 1 | TC8   | Arredondo-Riotuerto   | 16.18 km  | Oriol Gómez   | 16:13  | Jesús Puras   |
| Día 1 | TC9   | Liendo-Limpias        | 8.78 km   | Jesús Puras   | 5:40   | Jesús Puras   |
| Día 1 | TC10  | Llueva-Riva           | 18.68 km  | Oriol Gómez   | 13:16  | Jesús Puras   |
| Día 1 | TC11  | Arredondo-Riotuerto   | 16.18 km  | Oriol Gómez   | 17:21  | Jesús Puras   |
| Día 1 | TC12  | Liendo-Limpias        | 8.78 km   | Jesús Puras   | 6:00   | Jesús Puras   |
| Día 1 | TC13  | Llueva-Riva           | 18.68 km  | Jesús Puras   | 13:10  | Jesús Puras   |

## Clasificación final
| Pos. | Piloto              | Copiloto            | Automóvil               | Tiempo       | Diferencia |
| ---- | ------------------- | ------------------- | ----------------------- | ------------ | ---------- |
| 1.   | Jesús Puras         | Álex Romaní         | Citroën ZX 16V          | 2:21:34      | 0.0        |
| 2.   | Jaime Azcona        | Julius Billmaier    | Peugeot 106 Rallye      | 2:27:25      | +5:51      |
| 3.   | Javier Azcona       | Inma Vittorini      | Renault Clio Williams   | 2:29:37      | +8:03      |
| 4.   | Daniel Alonso       | Salvador Belzunces  | Ford Escort RS Cosworth | 2:30:03      | +8:29      |
| 5.   | Sergio Vallejo      | Diego Vallejo       | Peugeot 106 Rallye      | 2:30:57      | +9:23      |
| 6.   | Oriol Gómez         | Marc Martí          | Renault Clio Williams   | 2:33:09 7:00 | +11:35     |
| 7.   | Iván Rodríguez      | Carlos del Barrio   | Renault Clio Williams   | 2:36:49 1:00 | +15:15     |
| 8.   | Manuel Muniente     | Joan Ibáñez         | Peugeot 106 Rallye      | 2:37:03      | +15:29     |
| 9.   | Miguel Ángel Fuster | José Vicente Medina | Peugeot 106 Rallye      | 2:37:03      | +15:29     |
| 10.  | Santi Concepción    | Jesús Aragón        | Peugeot 106 Rallye      | 2:38:09      | +16:35     |